# Névai csata
A névai csata a novgorodiak svédek ellen aratott győzelme 1240. július 15-én a Névánál. A forráskritika azonban cáfolja, hogy a csata több lett volna kisebb határvillongásnál. Svédország ebben az időszakban képtelen lett volna nagyobb hadjáratot szervezni Novgorod ellen, mivel az országban a polgárháborús állapotok mellett a norvégokkal is hadiállapotban voltak. A svédek (vagy finn törzsek) feletti győzelmet az oroszok messze eltúlozták politikai célok miatt. Bár finnországi területeiket a novgorodiak később elvesztették, de több mint kétszáz évig nem történt jelentős összecsapás a svédek és az oroszok közt.

## Előzmények
XI. Erik svéd király megbetegedett és az ország kormányzásával Birger Jarlt bízta meg. A jarl titokban tárgyalni kezdett a Német Lovagrenddel, majd az Észak-Észtországban uralkodó dánokkal és a mongolokkal Novgorod elfoglalásáról, hogy megszerezze a kereskedelmi befolyást Kelet-Európában.

### A svédek támadása
A svédek a tatárokkal közösen támadást terveztek az oroszok ellen. A mongolok aztán végül is elhalasztották a támadást és Kijevet vették célba, míg a vagy száz hajót számláló svéd flotta megindult Novgorod ellen, rajta közel 5000 katonával, mellettük nagyon sok finn, dán és norvég vitézzel.

Júliusban partraszálltak a Névánál, azon a ponton, ahol az Izsora folyó torkollik bele. Támadásukkal egyidőben a német lovagok is benyomultak orosz területre, ugyancsak jelentős hódítást véghez véve.

## A csata
Sándor herceg, Novgorod uralkodója kb. 6-7000 katonával indult a betolakodók ellen.
Július 15-én vihar tombolt, amely eltakarta a svédek szeme elől a novgorodi és vlagyimiri erőket, így azok nem láthatták, hogy támadnak.

A rajtaütés meglepetés erejével hatott a svédekre. Az oroszok állítólag 20 halottnyi veszteséget szenvedtek. Birger elrendelte a visszavonulást. Nem ismert hogy a svéd katonák közül hányan estek el, de a flottából két hajó elveszett és egy svéd püspök is holtan maradt a csatatéren.

## A német lovagrend inváziója (1240-42)
Sándor győzelme ellenben nem várt fordulatot hozott, mert nyugatról az előretörő németek már a fővárost is fenyegették, s keletről a tatárok is vészesen közeledtek. De még mielőtt még cselekvésre szánhatta volna el magát, menekülésre kényszerült, mert a városban a német-párt jutott hatalomra, akik az életét is fenyegették.

## A Névai Alekszandr
Sándor herceg győzelme után kapta a megtisztelő „Nyevszkij” elnevezést. Két évvel később a lovagokat is legyőzte a jégcsatában.

A svédek veresége hosszú időre gátat vetett a kelet-európai expanziójuknak, de az oroszoktól később finnországi területek sorra elhódították, amit már csak a dánoktól kellett megvédelmezniük az elkövetkezendő időkben.
Majdnem egy évszázaddal az események után a svédek és az oroszok közti végleges békét és a határok rendezését hozta a nöteborgi béke. Az egyezményt „örök béke” néven deklarálták, ennek fejében még három karéliai község került svéd kézbe a béke fejében. A német kereskedők és lovagok is közrejátsszottak a béke megkötésében, mely így a saját érdeküket és biztonságukat is biztosította.
1495-ben tört ki újabb háború a svédekkel Finnország területén, III. Iván uralkodása alatt.

## Kapcsolódó szócikk
- A múlt, ahogyan parancsolja